# Erich Wagenbreth
Erich Wagenbreth (* 11. Oktober 1905 in Haynsburg; † 1955) war ein deutscher Politiker (SED). Er war von 1946 bis 1950 Abgeordneter des Landtags von Sachsen-Anhalt in der SBZ bzw. DDR.

## Leben
Wagenbreth besuchte die Volksschule in Breitenbach und erlernte den Beruf des Holzbildhauers. Er wurde 1920 Mitglied der Gewerkschaft und 1923 der KPD. Nach Errichtung der Hitler-Diktatur 1933 betätigte er sich illegal gegen das NS-Regime. Von 20. März bis 23. Dezember 1933 befand sich Wagenbreth in sogenannter „Schutzhaft“, davon seit Juni 1933 im KZ Lichtenburg. Als Organisations- und politischer Leiter der illegalen KPD stand er 1934/35 im Zeitzer antifaschistischen Widerstand an zweiter Stelle hinter dem Leiter der Gruppe Rudolf Agricola. Mit ihm und weiteren 13 Personen wurde er am 20. März 1935 festgenommen und am 18. April 1936 vom Kammergericht Berlin wegen Vorbereitung zum Hochverrat zu neun Jahren Zuchthaus verurteilt.
Nach der Befreiung vom Nationalsozialismus 1945 wirkte er am Aufbau der KPD mit und wurde Vorsitzender der KPD-Kreisorganisation Zeitz. Im Februar 1946 wurde ein „Organisationskomitee der einheitlichen Arbeiterpartei“, bestehend aus fünfzehn Mitgliedern beider Parteien, im Kreis Zeitz gebildet. Wagenbreth wurde in die Leitung des Komitees gewählt. Willy Kleiber (SPD) übernahm den Vorsitz des Komitees, Wagenbreth war sein Stellvertreter. Ab April 1946 Mitglied der SED, wurde Wagenbreth mit Paul Henze (vorher SPD) paritätischer Vorsitzender des SED-Bezirksvorstandes Halle-Merseburg. Bei der Landtagswahl in der Provinz Sachsen 1946 wurde er im Wahlbezirk 6 (Liebenwerda, Schweinitz und Torgau) in den Landtag von Sachsen-Anhalt gewählt. Im Landtag arbeitete er im Jugendausschuss und im Ausschuss für Verkehr, Eisenbahn und Post mit. Nach der Auflösung des Bezirksvorstandes Halle-Merseburg im März 1947 wurde er Mitglied des Kreissekretariats Halle der SED. Von August 1949 bis September 1951 übte er die Funktion des Ersten Sekretärs der SED-Stadtleitung Halle aus.
Wagenbreth wurde auf dem Zentralfriedhof Friedrichsfelde in Berlin-Lichtenberg beigesetzt. 

## Ehrungen
- In Zeitz wurden zu DDR-Zeiten eine Straße sowie ein Jugendklubhaus – das zugleich als Sitz der FDJ-Kreisleitung fungierte – nach ihm benannt.[3]